# BYD Auto
 "BYD" omdirigeres hertil. For For koncernen og moderselskabet, se BYD Company.
BYD Auto (forenklet kinesisk: 比亚迪汽车; Pinyin: Bǐyàdí Qìchē) er en kinesisk bilfabrikant med hovedsæde i Shenzhen, Guangdong. Virksomheden blev etableret i 2003 som en del af BYD Company, en fabrikant af genopladelige batterier.
Virksomhedens er, siden stiftelsen, vokset kraftigt. I 2010 var produktionskapaciteten vurderet til 700.000 enheder årligt og årets salg nåede 519.800 biler, hvilket gjorde virksomheden til den 6. største kinesiske bilfabrikant vurderet på antal solgte biler. og i 4. kvartal 2023 var BYD Auto verdens største elbilproducent, foran Tesla, og var det største bilmærke i Kina foran Volkswagen, der indtil da havde været det meste solgte mærke i Kina siden åbningen mod Vesten. BYD Auto har siden 2021 haft forøget salg af sine modeller i Europa, Sydøstasien, Oceanien og Latinamerika.
I 2010 var der stigende efterspørgsel efter BYD F3 modellen, som blev den mest solgte model i Kina i 2010.

## Galleri
- BYD Seal U
- BYD e6